# Gigi's Time
Gigi's Time è un EP di Gigi D'Agostino pubblicato online il 21 gennaio 2019.

## Tracce
1. Gigi's Time (Lento Violento Mix)
2. Gigi's Time
3. Keep Your Head Up
4. Keep Your Head Up (Club Mix)